# Saint-Hippolyte-sur-Aix
Saint-Hippolyte-sur-Aix (parfois Hyppolite), dérivé en Saint-Pol, est un ancien bourg médiéval, devenu hameau, puis quartier de Chantemerle-Saint-Pol sur la commune française actuelle d'Aix-les-Bains, dans le département de la Savoie.

## Toponyme
Le toponyme du bourg fait référence au saint Hippolyte, prêtre romain, martyrisé († v. 235). La première mention du bourg à travers sa paroisse remonte à 1344, selon le comte Jules de Mouxy de Loche (1837-1902), auteur d'une Histoire d'Aix-Les-Bains (1900), avec les formes Parrochia de Sancto Ypolito, puis Parrochia Sancti Ypoliti supra Aquis. Le cartulaire de Grenoble dit cartulaire de Saint Hugues mentionne l'église de Saint-Hyppolite, vers 1100.
Adolphe Gros fait observer que le nom Hippolyte a été raccourci sous les formes Polyte, Polt, Pold, Poul, Pôl, jusqu'à donner Saint-Paul ou Saint-Pol. Le cartulaire de Grenoble donne ainsi un Prior Sancti Pauli de Aquis, au XIVe siècle, ou encore une Ecclesia Sancti Ypoliti que ba aliquibus vocatur Sancti Pauli, en 1497,. Le site a d'ailleurs gardé cette dernière forme pour désigner un quartier de la ville moderne, Chantemerle-Saint-Pol.

## Histoire
- Monuments (châteaux, etc.)
- Religion (églises, etc.)

Le bourg de Saint-Hyppolite et son château étaient installés sur le plateau qui domine l'emplacement de la ville actuelle. Selon le comte de Loche, l'emplacement du château devait correspondre à la maison actuelle dite Chevalley, « juste au-dessus de l'établissement thermal ». Il se trouvait plus précisément au lieu-dit Saint Pol-Biollay, rue du Bain-Henri-IV.
L'église de Saint-Hyppolite, dite Saint-Paul, est mentionnée dans le cartulaire de l'église-cathédrale de Grenoble, dit cartulaire de Saint Hugues, vers 1100,, avec l'autre paroisse, Saint-Simond ou Sigismond. L'édifice religieux devient un prieuré bénédictin, dépendant de l'abbaye Saint-Just de Suse (Piémont), tout comme ceux de Saint-Sigismond (Saint-Simond) et de Mouxy,. L'église se trouvait à proximité de la maison forte. En 1307, le prieuré tombe dans le domaine comtal, à la suite d'un échange avec l'abbaye.
Il semble que le comte de Savoie, acquiert vers 1308, le château installé sur le plateau. Le premier acte le concernant remonte à l'année suivante. Cette position permettait notamment le contrôle du lac. Le château est placé sous l'autorité d'un châtelain.
Le château semble être détruit par un incendie entre 1321 et 1322, en lien avec un conflit, puisque des travaux de réparations ont été réalisés. Le château subit de nouveaux incendies vers 1353 et 1357.
Vers la seconde partie du XIVe siècle, en 1359, le château est inféodé aux nobles de Seyssel,.
Au siècle suivant, vers 1491, il semble que le château ait été fait raser, ou du moins démanteler, par le duc Philippe II de Savoie. Le duc voulu en effet punir le seigneur d'Aix, Gabriel de Seyssel, qui s'était allié au comte de La Chambre, ennemi du prince.
Les nobles de Seyssel font édifier un nouveau château en contrebas, probablement au XVIe siècle. La ville se développe désormais autour du nouvel édifice. Saint-Hyppolite devient un hameau en dehors de l'enceinte, « à proximité de la porte de Mouxy ». La paroisse, avec celle de Saint-Sigismond, est unie en 1513 à la mense de la collégiale Notre-Dame-de-l'Assomption,. Ces deux paroisses sont supprimées au XVIIIe siècle. L'église Saint-Paul était en ruine depuis un certain temps.
La maison forte de Saint-Hyppolite après avoir appartenu aux Seyssel, passe aux Mouxy, puis aux Menthon de Lornay, seigneurs de la Grimottière.

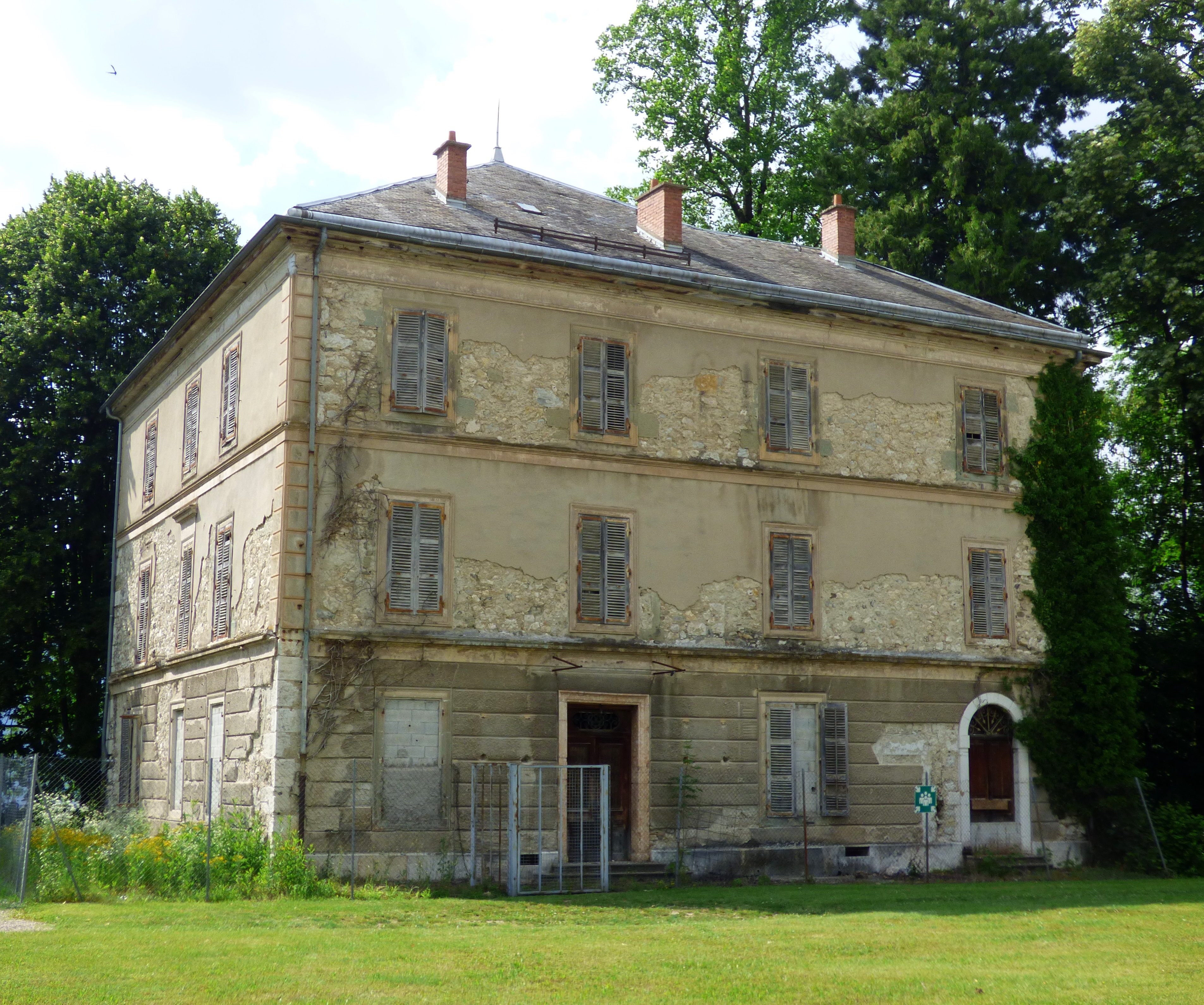
La maison de maître dite Villa Chevalley, construite sur l'ancienne maison forte de Saint-Hippolyte.

À la fin du XVIIe siècle, la maison forte est en partie détruite et une maison de maître est édifiée, dite Villa Chevalley. Elle apparaît notamment dans le Theatrum Statuum Sabaudiæ, de 1674.

## Description de la maison forte
L'édifice fortifié dit de Saint-Hippolyte ou Saint-Paul s'apparente à un ensemble simple qui fait plus penser à une maison forte qu'un château.
Les comptes de châtellenie, conservés aux Archives départementales de la Savoie, ont permis ainsi d'obtenir quelques informations sur son aspect, notamment la mention d'« un certain nombre de bâtiments, le logis (domus), une garde robe, des latrines, l'église, une chapelle, une grange, une bouteillerie, des écuries, un pressoir et des moulins ». Les historiens ne connaissent pas pour autant son organisation. Toutefois les données relevées permettent de savoir que l'édifice principal devait posséder au moins un étage et qu'il disposait de deux escaliers menant l'un à des chambres (vieille et neuve), l'autre, depuis la cour à une grande salle (magna sala). Lors de la construction des thermes Chevalley aucune mention de traces n'est faite.
Le Theatrum Statuum Sabaudiæ de 1674 mentionne un édifice proche de la villa actuelle et un acte de 172,2 tout comme la mappe sarde de 1728, indiquent l'existence de deux maisons, l'une neuve et une seconde plus ancienne. L'une possède une forme carré et pourrait correspondre à une partie de l'ancienne maison, dont le comte de Loche nous donne une description. La description du XVIIIe siècle « avec tours, poternes, créneaux et mâchicoulis », est qualifiée de « fantaisiste », puisque confirmée par aucune autre description.
Des fouilles ont été en partie effectuées en 1992. Celles-ci ont permis de découvrir les « vestiges d'une pièce rectangulaire [...] au sud de la villa, un bâtiment de huit mètres trente sur dix mètres, aux murs épais qui pourrait être une tour. »

## Châtellenie de Saint-Hippolyte-sur-Aix
La maison forte de Saint-Hippolyte (Hyppolite) ou Saint-Paul est le centre d'une châtellenie, dit aussi mandement, appartenant au bailliage de Savoie au cours du XIVe siècle.
Le châtelain, dans l'organisation du comté de Savoie, est un « [officier], nommé pour une durée définie, révocable et amovible »,. Il est chargé de la gestion de la châtellenie ou mandement, il perçoit les revenus fiscaux du domaine, et il s'occupe de l'entretien du château. Le châtelain est parfois aidé par un receveur des comptes, qui rédige « au net [...] le rapport annuellement rendu par le châtelain ou son lieutenant ».

### Fonds d'archives
- Série : Comptes des châtellenies (1308-1359). Fonds : Comptes de châtellenie et de subsides; Cote : SA 10245-10270. Chambéry : Archives départementales de la Savoie (présentation en ligne).« Châtellenie de Saint-Hyppolite-sur-Aix »
- Série : Comptes des châtellenies (XIIIe siècle-XVIe siècle). Fonds : Inventaire-Index des comptes de châtellenie et de subsides; Cote : SA. Chambéry : Archives départementales de la Savoie (présentation en ligne).p. 482-483, « Châtellenie de Saint-Hyppolite-sur-Aix »